# La sed (novela)
La sed es la segunda novela de la escritora argentina Marina Yuszczuk, publicada el 24 de septiembre de 2020 por la editorial Blatt & Ríos. Novela gótica y de vampiros, en ella se tratan temas como la muerte y los cadáveres, el erotismo, la hermandad femenina y el duelo. La historia, dividida en dos partes, narra la historia de una vampira y de una mujer en pleno duelo por la muerte de su madre. En el año 2021, la novela ganó la primera edición del Premio Nacional de Novela Sara Gallardo.

## Argumento
La novela, dividida en dos partes, narra la historia de dos mujeres en dos épocas diferentes. La primera, situada en la Buenos Aires del siglo XIX en plena epidemia de fiebre amarilla, es protagonizada por una vampira, mientras que, la segunda, situada en el siglo XXI, es protagonizada por una mujer quien afronta la muerte de su madre.

## Composición
Yuszczuk escribió La sed entre los años 2017 y 2019, separándose del tipo de escritura que utilizó en su primera novela, La inocencia (2017). Originalmente, la novela casi comenzó como un libro de autoficción, debido a la cercanía de la muerte de la madre de la autora con el comienzo de su escritura. No obstante, Yuszczuk declinó la idea ya que, según ella misma, «la ficción te permite sentir que estás más protegida, o que hay cosas que las podés decir de otra manera». Respecto a la división en dos partes de la obra, la autora comentó que su idea original era la de «un relato en primera persona de un vampiro» que en algún momento se encontrase «con la protagonista de la segunda parte», hasta que, poco después, se le ocurrió la idea de «construir dos voces, dos narradoras de épocas distintas y con registros diferentes».
Como referencia para la construcción de una vampira, Yuszczuk tuvo como referencia a las películas Drácula (1992) y Solo los amantes sobreviven (2013), mientras que, en el ámbito de la literatura, a autores como Bram Stoker, Sheridan Le Fanu, Rachilde y Joris-Karl Huysmans. Al finalizar la escritura de la novela, Yuszczuk le confió su lectura a la escritora Mariana Enríquez, quien le hizo una devolución que Yuszczuk llamó «inteligentísima».

## Recepción
En el año 2021, con un jurado conformado por Ana María Shua, María Teresa Andruetto y Federico Falco, La sed ganó el primer premio de la primera edición del Premio Nacional de Novela Sara Gallardo. Ese mismo año, además, quedó finalista de la segunda edición del premio Fundación Medifé-Filba.